# Ironi Nesher Football Club

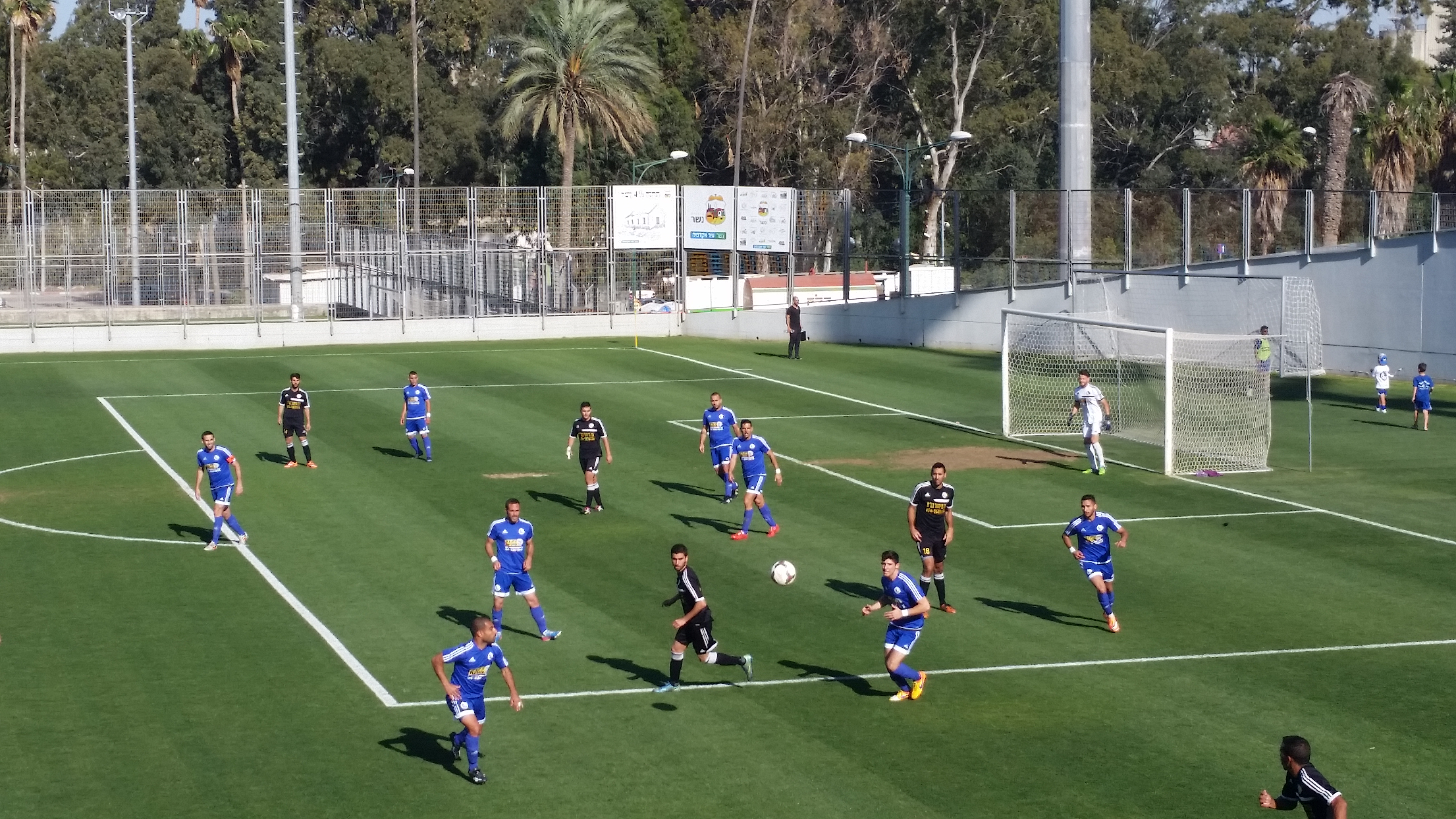
Ironi

O Ironi Nesher Football Club é um clube de futebol com sede em Nesher, Israel. A equipe compete no Campeonato Israelense de Futebol.

## História
O clube foi fundado em 1954.